# Batalha de Isso
A Batalha de Isso foi uma batalha ocorrida em 333 a.C., próximo à cidade de Isso, na Ásia Menor, na qual o rei macedônio Alexandre, o Grande venceu Dario III, rei dos persas.

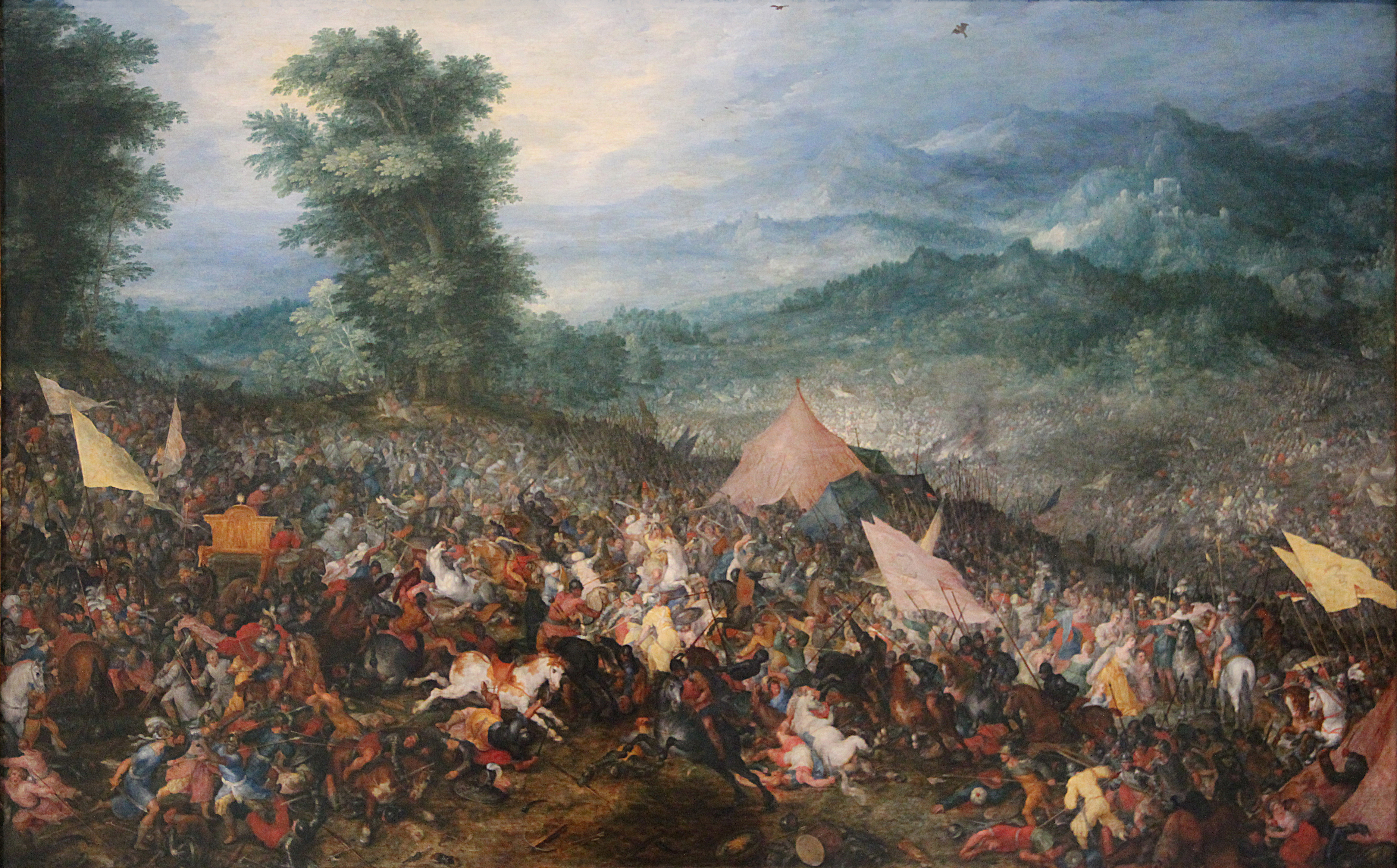
A Batalha de Isso por Jan Brueghel, o Velho, do Museu do Louvre

## A preparação para a batalha
Na primavera de 333 a.C., Alexandre consultou seus companheiros mais próximos. Eles o estimularam a guiá-los em ação sem demora. Ele agradeceu-lhes, encontrou Parmênio no caminho, instalou seu trem de bagagem e seus doentes em Isso ( atual Dörtyol), atravessou o Pilar de Jonas e acampou ao lado de Miriandro, na costa (próximo à atual İskenderun).
Uma noite de tempestade e chuva fez com que ele permanecesse no acampamento e descansasse o exército o dia todo. Na manhã do dia seguinte, chegou a notícia de que Dario III estava atrás dele, do outro lado do Pilar de Jonas. Incrédulo, Alexandre embarcou alguns companheiros em um triakontoros. Eles navegaram de volta, entraram na baía pela embocadura do rio Pínaro (atual Payas) e voltaram com algumas informações sobre a posição de Dario. Era verdade. Dario cortara a linha de suprimentos de Alexandre; e se pudesse permanecer ali, o exército de Alexandre seria obrigado a se render por causa da fome. Como aquilo acontecera? Dario esperara muitos dias em Sóchi, onde uma planície ampla se adequava a seus números superiores e a sua fina cavalaria. Ele sabia que o exército de Alexandre estava dividido e supôs, pela demora de Alexandre, que este ficaria em Tarso. Portanto, marchou com seu exército para norte, cruzou a Serra de Amano na passagem de Bahce e atingiu a costa em Isso. Se essa suposição estivesse correta, ele teria acampado entre as duas forças inimigas, tratado de cada uma delas separadamente e há indícios de que teria a ajuda de sua frota. Por puro acaso, Alexandre havia marchado de Tarso a Miriandro durante exatamente os mesmos dias em que Dario seguia seu caminho pela passagem de Bahce. Ao chegar a Isso, Dario mutilou e depois matou os enfermos macedônicos. Movimentou seu enorme exército — muitas vezes mais numeroso que o de Alexandre — para uma posição de defesa na margem direita do rio Payas.
Quando o triakontoros voltou, Alexandre reuniu seus comandantes, exortou-os e recebeu seu entusiástico apoio. Enviou alguns cavaleiros e arqueiros para certificar se a passagem do Pilar de Jonas, a seis quilômetros, estava ocupada pelo inimigo. Para alívio de Alexandre, ela não estava, pois a rota passava por uma praia estreita que ficava inundada quando os ventos eram adversos e que era ladeada por despenhadeiros do lado da terra. Ordenou que o exército tomasse sua refeição noturna.
Marchou então em direção à passagem, onde chegou por volta da meia-noite. Sentinelas foram postadas no alto dos despenhadeiros e os homens tiveram algumas horas de sono. Alexandre fez um sacrifício em agradecimento às divindades do mar (Poseidon,Tétis, Nereu e as Nereidas), porque a praia não estava inundada. Ao romper do dia, começou a marcha em direção ao rio Payas, a seis quilômetros; e enquanto o exército, organizando-se em linha de combate, começou a descer vagarosamente em direção ao terreno baixo, Alexandre dava ordens a seus comandantes.

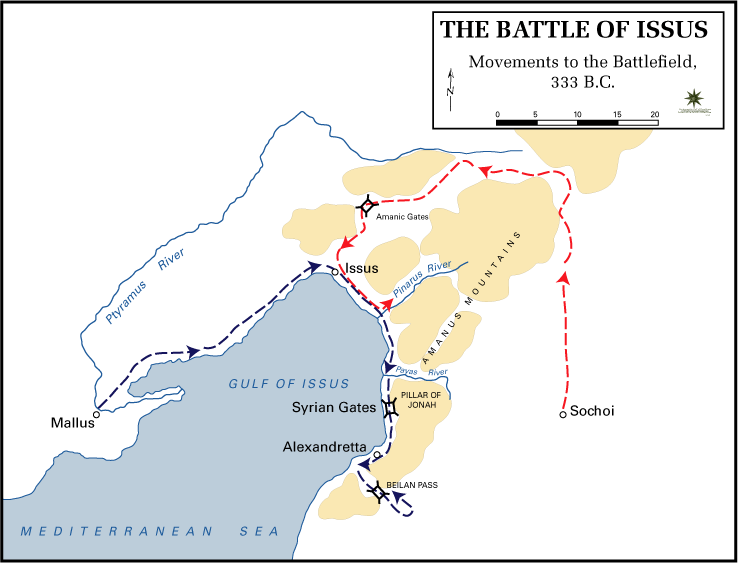
Movimentos de tropas para chegar ao local de batalha.

O exército contava com5 300 cavaleiros e 26 mil soldados de infantaria. Parmênio comandaria o lado direito da linha, que consistia, da esquerda para direita, em esquadrões da cavalaria grega, mas não os tessalianos, em seguida os arqueiros cretenses e os lançadores de dardos trácios, e depois três brigadas de falangistas, estando a última sob o comando de Crátero. Parmênio devia ficar próximo à costa para não ser flanqueado. Alexandre comandava o lado direito, cujas unidades, da direita para a esquerda, eram lanceiros e a cavalaria peônia, em seguida arqueiros macedónicos e agriães, depois a cavalaria tessaliana, a cavalaria acompanhante, a guarda real de infantaria, hipaspistas e três brigadas da falange, que tinha oito homens de profundidade. Havia uma segunda linha atrás, mais curta que a falange; consistia na infantaria balcânica, grega e de mercenários gregos.
Ele mudou algumas dessas disposições durante a lenta descida. A cavalaria tessaliana foi transferida para a ala esquerda. Como sua direita foi flanqueada por uma força persa em um contraforte da montanha, ele destacou 300 cavaleiros para mantê-la entretida e estendeu sua própria linha para a direita com os mercenários gregos da segunda linha. Quando essas disposições se completaram, mandou parar a linha de quatro quilômetros. Cavalgou ao longo dela, exortando seus homens, voltou à sua posição à frente da guarda real de infantaria e ordenou o avanço final em linha perfeita "passo a passo".
Embora o exército de Dario III fosse muito maior, não havia mais homens em sua linha de frente do que na linha de frente de Alexandre de forma que sua superioridade numérica era de pouco valor. A posição que ele escolhera era excepcionalmente forte. Ao surgir da escarpada montanha, o Payas, atualmente, tem um leito seixoso com cerca de 35 metros de largura e margens mutáveis, algumas vezes engolidas pela água. Um pouco abaixo da primeira ponte, o rio entrava em um canal, aberto há muito tempo, através das rochas amontoadas, com uma margem direita escarpada com três a sete metros de altura, mas com falhas ocasionais. Abaixo da segunda, ponte o rio fluía através de cascalho e areia e tem margens baixas. O curso dele nesse trecho era diferente na Antiguidade mas o terreno era o mesmo. Dario colocou seus melhores soldados de infantaria no alto da margem, entre as posições das duas pontes modernas, e reforçou todas as brechas com paliçadas. A infantaria era composta por mercenários gregos, flanqueados de ambos os lados por "Cardaces" persas equipados como os mercenários, mas tendo também arco e flechas Era uma falange comumente funda. Atrás deles, estava Dario e sua guarda real de cavalaria com três mil homens. Esse trecho da linha era designado apenas para defesa. Entre a segunda ponte e a costa, Dario colocou, depois dos Cardaces uma grande massa de cavaleiros que, esperava, abririam caminho pelas fileiras do inimigo e atacariam os flancos e a retaguarda acima da primeira ponte, havia Cardaces e uma força relativamente pequena de cavalaria e, diante deles, em um contraforte da montanha, uma força mista que Alexandre conseguiu isolar durante seu avanço, como já mencionamos. O plano era sensato, se a posição defensiva perto da segunda ponte pudesse se manter firme e a cavalaria pudesse abrir caminho.

## O confronto

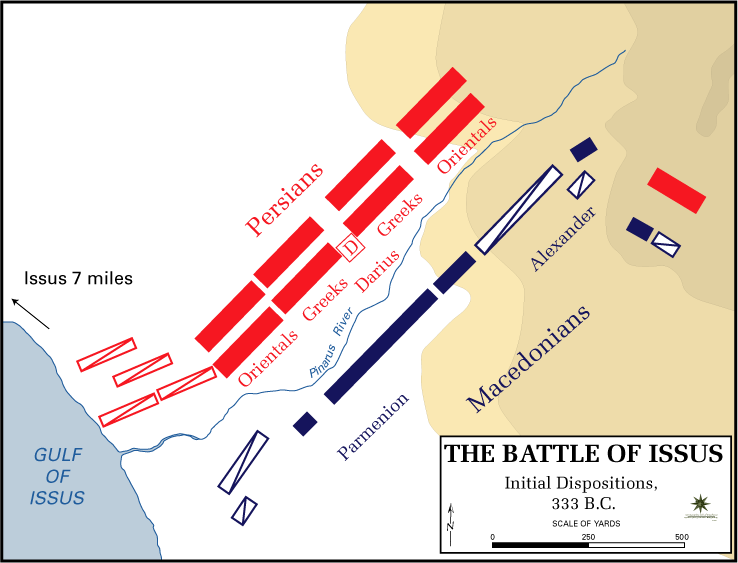
Disposições iniciais das forças persas e macedônias.

Conforme sua linha avançava a partir do terreno mais alto, Alexandre podia ver as disposições do inimigo cada vez mais detalhadamente. Quando o lado direito de suas fileiras estava a cerca de 80 metros do inimigo, Alexandre guiou a guarda real de infantaria a passo acelerado pelo leito do rio até acima da primeira ponte, atacou os Cardaces e abriu caminho através de sua formação. À sua direita, os hipaspistas e as brigadas falangistas entraram no canal e iniciaram o combate com o inimigo. À sua direita, a cavalaria acompanhante e, atrás deles, a infantaria cruzavam o leito do rio, flanqueavam e desmontavam a posição do inimigo. Alexandre juntava-se agora à guarda real de cavalaria e atacava o flanco e a retaguarda dos Cardaces e, depois, dos mercenários gregos, pois foi seguido pelas tropas vitoriosas de sua ala direita . Nesse meio tempo, os falangistas, tentando atacar a posição defensiva dos mercenários e dos Cardaces, sofriam baixas violentas, mas mantinham a pressão com extraordinária coragem. À esquerda, a cavalaria persa continuava a carregar. Porém, os tessalianos e o restante da cavalaria grega empenhavam-se em manter o domínio de seu terreno.
O impetuoso avanço de Alexandre até Dario decidiu o problema. Conforme a infantaria da ala direita atacava o flanco dos mercenários gregos, e por trás deles Alexandre e a guarda de cavalaria abriam caminho até Dario, o rei virava seu carro e fugia, seguido por sua guarda de cavalaria. Alexandre correu em direção à ala esquerda, onde a cavalaria persa se encontrou com a rota do general. Apenas então Alexandre ordenou a perseguição por sua cavalaria, que cobriu uma distância de 37 quilômetros até o cair da noite e infligiu perdas muito pesadas à cavalaria persa. Os mercenários gregos sobreviventes escaparam nas montanhas e alguns deles, mais tarde, juntaram-se a Dario. As perdas de Alexandre foram de 150 cavalarianos e 300 soldados de infantaria. Ele foi um dos 4.500 feridos. A vitória e o pequeno número de mortos deveram-se ao planejamento de Alexandre, às armas e armaduras superiores e a luta em formação. A derrota do exército imperial foi total. Seus números, sem dúvida, foram exagerados nos relatórios oficiais de Calistenes, assim como suas perdas (sendo 110 mil o número padrão). Quaisquer que fossem os verdadeiros números, a plena força do Império Persa falhou fragorosamente às margens do Paya. Alexandre expressou seu agradecimento erigindo altares ali a Zeus, Héracles e Atena.
Houve uma considerável debandada das forças derrotadas. Um grande grupo, liderado por oficiais persas, escapou para a Ásia Menor, onde recrutou algumas tropas capadócias e paflagônias e invadiu a Lídia. Alexandre não os perseguiu. Confiava no capaz sátrapa da Frígia, Antígono Monoftalmo — com razão, pois Antigono derrotou os persas em três batalhas. Outro grupo, que incluía quatro mil mercenários gregos e era comandado pelo desertor macedônico Amintas, filho de Antíoco, fugiu em direção ao sul para Trípoli, de onde navegou para Chipre e depois para o Egito. Ali, Amintas alegou ser o novo sátrapa nomeado por Dario. Seus mercenários derrotaram a guarnição persa de Mênfis, mas foram aniquilados quando se dispersaram em uma farra de pilhagem. Um terceiro grupo de oito mil mercenários gregos acabou chegando a Tenaro, no Peloponeso.
Capturar Susa e perseguir Dario antes que ele tivesse uma chance de recrutar outro exército imperial deve ter sido uma perspectiva tentadora após a total vitória em Isso. Mas Alexandre persistiu na estratégia de dominar a frota persa a partir da terra e de controlar a costa do Mediterrâneo, embora isso fosse dar a Dario a oportunidade de recrutar um exército imperial ainda maior. Sua decisão marcaria época.

## A fuga de Dario

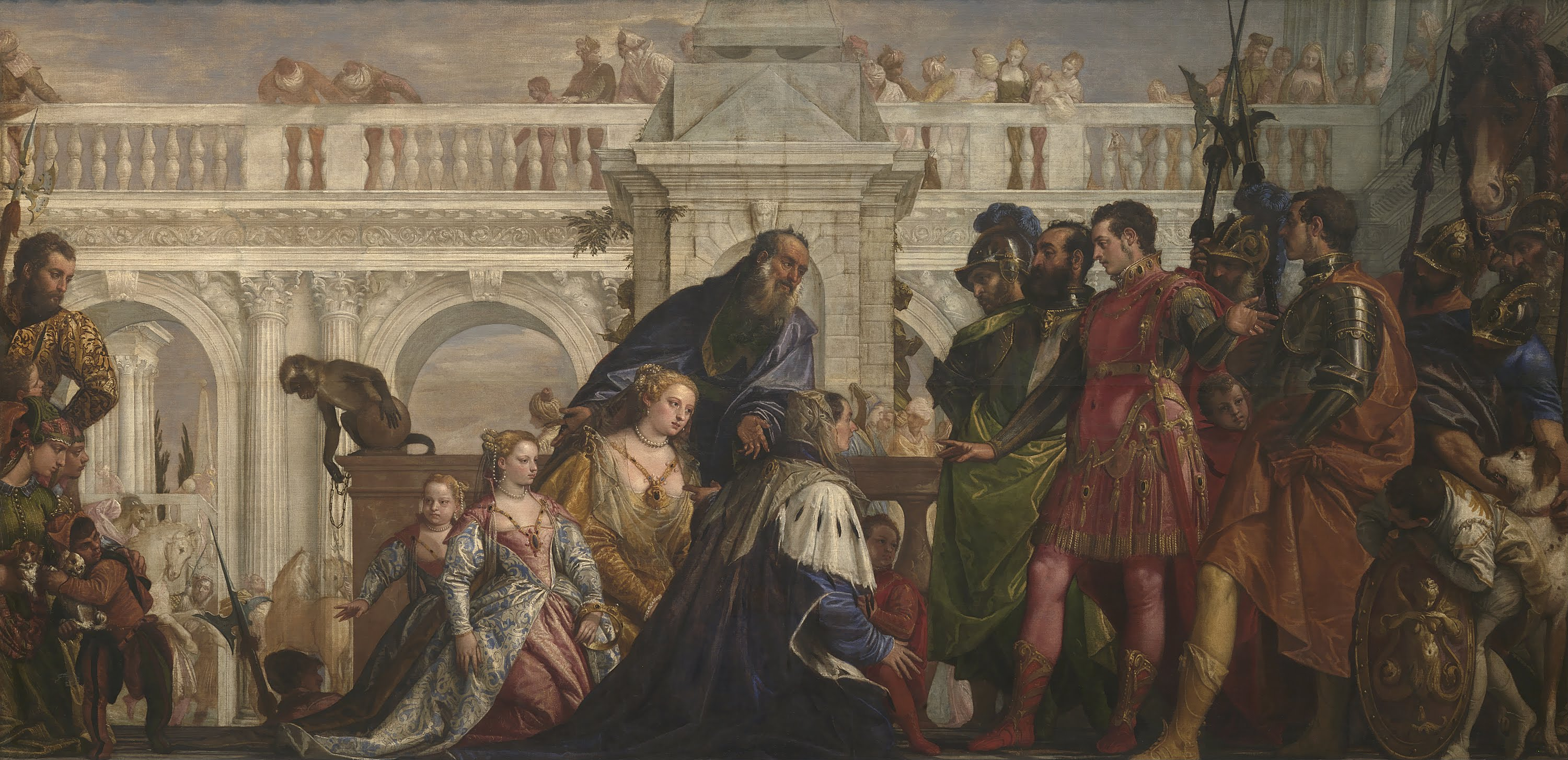
A família de Dario defronte a Alexandre, por Paolo Veronese, na National Gallery

Dario III fugiu com tanta precipitação que abandonou sua mãe, sua esposa e seus filhos e algumas damas de companhia que estavam em seu acampamento avançado. Quando Alexandre soube da captura dessas pessoas e de sua lamentação por Dario, que supunham morto, enviou Leonato para lhes dizer que estava vivo e que elas receberiam da parte de Alexandre o prestígio e o título de sua posição real; pois "a guerra não era de inimizade a Dario, mas fora conduzida legalmente pelo governo da Ásia". Esse foi o relato de Ptolomeu e Aristóbulo, conta Arriano, e sem dúvida é correto. Houve também uma declaração, não derivada desses dois macedônicos, mas provavelmente de Cleitarco, de que no dia seguinte, quando Alexandre e Heféstion lhe fizeram uma visita, a mãe de Dario prestou homenagem a Heféstion por engano e, embaraçada ao perceber o erro, foi consolada por Alexandre, que lhe disse: "Heféstion também é Alexandre". Verdadeira ou não, essa história inspirou uma esplêndida pintura de Paolo Veronese. Algumas semanas depois, Dario fez um pedido para a restituição da família real. A substância dessa carta e a resposta de Alexandre, ambas relatadas por Ptolomeu segundo o Diário e transmitidas por Arriano, ajuda-nos a entender por que Alexandre estava tratando a família de Dario como realeza.
Após acusar Filipe II e Alexandre de agressão não provocada, Dario ofereceu "amizade e aliança" em termos que seriam decididos em negociações. Como resposta, Alexandre acusou a Pérsia de agressão no passado "contra a Macedônia e o restante da Grécia" — citando as guerras persas, a interferência em Perinto e a invasão da Trácia por Artaxerxes IV; de organizar o assassinato de Filipe II; e de incitar "os gregos" a atacar a Macedônia e destruir a paz (comum), "que eu organizei". Alexandre certamente tinha os argumentos mais fortes. Ele evidentemente sentia ser importante justificar sua ação diante dos homens e dos deuses. Em sua carta, representava a si mesmo como rei legítimo da Macedônia, governante da Trácia e Hegemon dos gregos, enquanto acusava Dario de ser responsável pelo assassinato de seu predecessor Arses e de ter se apropriado do trono "injustamente e não de acordo com a lei dos persas".
"Agora sou eu quem possui a terra, já que os deuses a deram a mim; e cuido de seus soldados que se juntaram a mim por vontade própria. Venha, portanto, a mim, pois sou o senhor de toda a Ásia… você terá sua família e qualquer coisa que você possa me persuadir a lhe dar, como rei da Ásia que sou." Neste ponto, ele repete a alegação que fizera ao desembarcar na Ásia, de que a aceitava como presente dos deuses, e solicita que Dario o reconheça como senhor de toda a Ásia. A sugestão implícita ao tratar a família como realeza e ao oferecer qualquer coisa que Dario pudesse persuadi-lo a dar certamente era de que aquela família continuaria a ser a família real dos medos e persas e que Dario continuaria a ser seu rei, desde que reconhecesse Alexandre como seu senhor, o rei de toda a Ásia. "Mas se você recusar a questão da realeza, mantenha-se firme e lute por ela." Dario não respondeu imediatamente.
Nesse meio tempo, Alexandre havia superado todas as dificuldades financeiras. Adquirira três mil talentos no campo avançado de Dario e uma quantidade muito maior de ouro na base persa em Damasco. Começou a emitir uma série prolífica de moedas de ouro e prata segundo o padrão ático para circulação principalmente na Ásia. O tetradracma de prata trazia a cabeça de um jovial Héracles e, no reverso, Zeus sentado no trono, com uma águia na mão direita e um cetro na mão esquerda. Para os macedônicos, Héracles era o ancestral da casa real e seu aspecto jovial poderia ser associado à jovialidade do próprio Alexandre; para os asiáticos, ele era uma divindade familiar sob outros nomes. Zeus, o rei governava a todos e sua águia guiou Alexandre na decisão de derrotar a frota persa em terra. Para os asiáticos, a figura sentada era Baal, da forma como aparecia nas moedas persas cunhadas em Tarso. Baal era representado como o padrinho de Alexandre.
A vitória em Isso foi comemorada na moeda de ouro com a cabeça de Atena e, no reverso, Nike, trazendo uma grinalda e um stylis (usado para o posto de vigia no navio de guerra). Atena, aqui, era a deusa da guerra, Alcidemo para os macedônicos e Troiana para os asiáticos; e o stilys relembrava a ousadia dos companheiros que navegaram até a embocadura do Pínaro para observar as disposições de Dario. Logo depois Alexandre sitiou Tiro.